# Ersatz Monarch-osztály
Az Ersatz Monarch-osztály (Monarch leváltó-osztály) egy a Császári és Királyi Haditengerészet számára tervezett szuper dreadnought csatahajó osztály volt, melynek építését 1914 és 1919 között szerették volna véghez vinni. Az osztály az egy sorozattal idősebb Tegetthoff-osztályhoz hasonlóan szintén 4 hajót tartalmazott volna. A hajók célja elsősorban a már elavult Monarch-osztályú hajók leváltása volt.

## Története
A K.u.K. Haditengerészet 1914 májusában rendelte meg a hajókat, mint a neve is mutatja a Monarch-osztály hajóinak kiváltására. A hajók egyenként kb. 82–83 millió koronába kerültek volna. Részint, hogy minél előbb elkészüljenek, részint a magyarok kívánsága miatt, hogy részt vehessenek a hajók gyártásában, két hajót a Stabilimento Tecnico Triestino, másik két hajót pedig a Ganz és Társa Danubius hajógyár épített volna meg.
A háború kitörése miatt egy kis késéssel, de 1914-ben meg is kezdték az első hajó építését, a másodikét pedig 1915-ben, az utolsó kettőt pedig 1916-ban tervezték elkezdeni, ám a háború miatt a dátumok folyamatosan csúsztak, mígnem 1917-ben az egész projektet leállították.
Bár a hajók nem épültek meg, a Škoda legyártotta az első 4 db 350 mm-es ágyút, mellyel fel lettek volna szerelve. Ezeket az ágyúkat a K.u.K. Hadseregnek adták, akik az olasz fronton használták őket.

## Tervezett egységek
- SMS Ersatz Monarch (STT)
- SMS Ersatz Wien (STT)
- SMS Ersatz Budapest (Ganz)
- SMS Ersatz Habsburg (Ganz)

## Fordítás
- Ez a szócikk részben vagy egészben  az   Ersatz Monarch-class battleship című angol Wikipédia-szócikk ezen változatának fordításán alapul.  Az eredeti cikk szerkesztőit annak laptörténete sorolja fel. Ez a jelzés csupán a megfogalmazás eredetét és a szerzői jogokat jelzi, nem szolgál a cikkben szereplő információk forrásmegjelöléseként.